# Traduções da Bíblia em línguas indígenas do Brasil
As Traduções da Bíblia em línguas indígenas do Brasil são feitas para os indígenas do Brasil poderem ler a Bíblia. Algumas vezes incluem a formação da gramática de determinada língua. Todas as traduções modernas tiveram índios como revisores. A principal organização que cuida deste trabalho é a Sociedade Bíblica do Brasil. Mas também à organização das Testemunhas de Jeová, que estão cada vez mais produzindo bíblias de diversas linguas e dialetos diferentes pra que todos possam ler a bíblia em sua língua de ORIGEM, não importa qual seja.

## Kaingang
Os trabalhos de tradução da Bíblia em língua kaingang fizeram com que, em 1977, fosse disponibilizada a primeira edição do Novo Testamento em kanigang, num trabalho coordenado pela linguista alemã Ursula Wiesemann.
A segunda edição revisada da Bíblia em kanigang foi lançada em 14 de janeiro no distrito de Rio das Cobras, Paraná, numa cerimônia que reuniu mais de mil pessoas.
Esta edição também foi coordenada por Wiesemann, tendo a participação de indígenas kaningangs na comissão de tradução.

## Kaiowás
A primeira edição do Novo Testamento foi publicada em 1986. Após 14 anos, foi disponibilizado os livros de Salmos e Provérbios. A coordenação do projeto é da linguista e antropóloga Loraine Irene Bridgeman, do SIL.

## Xerente
O trabalho de tradução da Bíblia para o idioma xerente foi coordenado pelo missionário catarinense Guenter Carlos Krieger e sua esposa, Wanda Braidotti Kriegar, da Junta de Missões Nacionais, da Convenção Batista Brasileira.
O trabalho começou em 1967, e o Novo Testamento foi concluído em 2004. Para a tradução, foi necessário criar a linguagem escrita da língua xerente, já que era uma língua ágrafa.